# 出光秀一郎
出光 秀一郎（いでみつ しゅういちろう、1969年10月9日 - ）は、福岡県出身の日本の俳優。芸能事務所アプレ（aprés）所属。以前は劇団青年座に所属していた。血液型はA型。
父は実業家の出光芳秀。母は推理作家の夏樹静子。
出光佐三は大伯父。出光計助は大叔父。出光昭介、出光裕治、出光昭、大和勝は従伯父。別所純子は従叔母。出光豊は伯父。辻野晃一郎は従兄。五十嵐均は母方の伯父。
福岡大学附属大濠高校、東海大学教養学部国際学科卒業。青年座研究所19期卒。

## 出演

### 映画
- リング0 バースデイ（2000年）- 氏家守 役
- ちんちろまい（2000年）- 出口 役
- 郡上一揆（2000年）
- フリーズ・ミー（2000年）
- 連弾（2001年）
- ダブルス（2001年）
- 突入せよ! あさま山荘事件（2000年）
- 蕨野行（2003年）
- 戦場に咲く花（2003年）：中国題「蒼花劫」
- いつかA列車に乗って（2003年）
- 予言（2004年）
- 恋の門（2004年）- 門の兄 役

### テレビドラマ
- 相棒（テレビ朝日）
  - season1 第3話「秘密の元アイドル妻」（2002年10月23日）- 関東貴船組系売人・丸山浩 役
  - season16 第10話「サクラ」（2018年1月1日）- 警視庁広報課・堀部保 役
- 火曜サスペンス劇場
  - 「新・女検事・霞夕子5」（1995年）
  - 「警部補・佃次郎8」（1999年） - 村上刑事 役
- 坊さんが、ゆく（1999年、NHK）
- 市原悦子ドラマ「女性弁護士 高見沢響子2」（1999年、TBS）
- 坊さんが、ゆく2（2000年、NHK）
- 月曜ドラマスペシャル「金田一耕助シリーズ・トランプ台上の首」（2000年、TBS）- 日兆 役
- 次郎長三国志（2000年、テレビ東京）
- 土曜ワイド劇場
  - 「変装婦警の殺人事件簿」（2000年）
  - 「はみだし弁護士・巽志郎7」（2003年） - 酒井和也 役
- 金曜エンタテイメント「壁ぎわ税務官」（2001年、フジテレビ）
- 女優・杏子（2001年） - 大野勇 役
- 四千万歩の男・伊能忠敬（2001年、NHK）
- 菜の花の沖（2001年、NHK） - 松吉 役
- 利家とまつ〜加賀百万石物語〜（2002年） - 拾阿弥 役
- 女と愛とミステリー 「獄門島」（2003年、テレビ東京）- 了沢 役
- 夜桜お染（2003年）- 亥之吉 役
- 天花（2004年、NHK）
- 怪談新耳袋「二周目」（2005年、BS-i）
- 鉄道捜査官17（2017年）- 真田刑事 役